# Campionat d'Europa de bàsquet femení
|  | Aquest article és sobre la competició femenina. Per a la competició masculina, vegeu Campionat d'Europa de bàsquet masculí |

El Campionat d'Europa de bàsquet femení o Eurobasket femení és una competició que enfronta les millors seleccions estatals de bàsquet d'Europa en categoria femenina. És organitzada per la Federació Europea de Bàsquet (FIBA Europa).
La primera edició es realitzà l'any 1938 a Itàlia, tres anys després que el Campionat d'Europa de bàsquet masculí. Fins a l'any 1980 es realitzà tots els anys parells, i a partir d'aquell moment els anys imparells.
La segona edició se celebrà el 1950, proclamant-se campiona d'Europa la selecció soviètica. Durant les següents quatre dècades, la URSS dominà dominà la competició guanyant vint-i-un títols, disset de forma consecutiva entre 1960 i 1991. La selecció búlgara fou l'única selecció que trenca aquest domini, proclamant-se campiona d'Europa el 1958. Per altra banda, destaquen les quinze medalles aconseguides (set d'argent i vuit de bronze) per la selecció txecoslovaca entre 1950 i 1989. Després de la dissolució de la Unió Soviètica el desembre de 1991, la selecció espanyola guanyà el seu primer campionat el 1993 i ha repetit títol el 2013, 2017 i 2019. Altres seleccions que han guanyat la competició són Rússia (2003. 2007. 2011). França (2001, 2009), Sèrbia (2015, 2021), Bèlgica (2023, 2025), entre d'altres.
La jugadora més llorejada del torneig és Uliana Semiónova amb deu medalles d'or entre 1968 i 1985, seguida d'Olga Sukharnova amb nou, també d'or. Laia Palau, amb vuit medalles (tres d'or, una d'argent i quatre de bronze), és la tercera jugadora amb més medalles al Campionat d'Europa i la més llorejada del bàsquet espanyol. Per altra banda, Amaya Valdemoro (2007), Sancho Lyttle (2013), Alba Torrens (2017) i Astou Ndour (2019) són les jugadores del combinat estatal que han rebut el premi MVP i han format part del quintet ideal del Campionat d'Europa.

## Historial
| En negreta = Selecció campiona (prò.) = Pròrroga |

| I       | 1938 | Itàlia          | lligueta | Lituània        | Polònia           | lligueta | França            | Itàlia            |        |
| II      | 1950 | Unió Soviètica  | lligueta | Hongria         | Txecoslovàquia    | lligueta | França            | Hongria           |        |
| III     | 1952 | Unió Soviètica  | lligueta | Txecoslovàquia  | Hongria           | lligueta | Bulgària          | URSS              |        |
| IV      | 1954 | Unió Soviètica  | lligueta | Txecoslovàquia  | Bulgària          | lligueta | Hongria           | Iugoslàvia        |        |
| V       | 1956 | Unió Soviètica  | 49–41    | Hongria         | Txecoslovàquia    | 91–60    | Bulgària          | Txecoslovàquia    |        |
| VI      | 1958 | Bulgària        | lligueta | Unió Soviètica  | Txecoslovàquia    | lligueta | Iugoslàvia        | Polònia           |        |
| VII     | 1960 | Unió Soviètica  | lligueta | Bulgària        | Txecoslovàquia    | lligueta | Polònia           | Bulgària          |        |
| VIII    | 1962 | Unió Soviètica  | 63–36    | Txecoslovàquia  | Bulgària          | 48–36    | Romania           | França            |        |
| IX      | 1964 | Unió Soviètica  | 55–53    | Bulgària        | Txecoslovàquia    | 68–47    | Romania           | Hongria           |        |
| X       | 1966 | Unió Soviètica  | 74–66    | Txecoslovàquia  | Alemanya Oriental | 65–60    | Romania           | Romania           |        |
| XI      | 1968 | Unió Soviètica  | lligueta | Iugoslàvia      | Polònia           | lligueta | Alemanya Oriental | Itàlia            |        |
| XII     | 1970 | Unió Soviètica  | 94–33    | França          | Ìugoslàvia        | 77–66    | Bulgària          | Països Baixos     |        |
| XIII    | 1972 | Unió Soviètica  | lligueta | Bulgària        | Txecoslovàquia    | lligueta | França            | Bulgària          |        |
| XIV     | 1974 | Unió Soviètica  | lligueta | Txecoslovàquia  | Itàlia            | lligueta | Hongria           | Itàlia            |        |
| XV      | 1976 | Unió Soviètica  | lligueta | Txecoslovàquia  | Bulgària          | lligueta | França            | França            |        |
| XVI     | 1978 | Unió Soviètica  | lligueta | Iugoslàvia      | Txecoslovàquia    | lligueta | França            | Polònia           |        |
| XVII    | 1980 | Unió Soviètica  | 95–49    | Polònia         | Iugoslàvia        | 61–57    | Txecoslovàquia    | Iugoslàvia        |        |
| XVIII   | 1981 | Unió Soviètica  | 85–42    | Polònia         | Txecoslovàquia    | 76–74    | Iugoslàvia        | Itàlia            |        |
| XIX     | 1983 | Unió Soviètica  | 91–70    | Bulgària        | Hongria           | 82–79    | Iugoslàvia        | Hongria           |        |
| XX      | 1985 | Unió Soviètica  | 103–69   | Bulgària        | Hongria           | 103–76   | Txecoslovàquia    | Itàlia            |        |
| XXI     | 1987 | Unió Soviètica  | 83–73    | Iugoslàvia      | Hongria           | 75–67    | Txecoslovàquia    | Espanya           | [ 3 ]  |
| XXII    | 1989 | Unió Soviètica  | 64–61    | Txecoslovàquia  | Bulgària          | 79–69    | Iugoslàvia        | Bulgària          |        |
| XXIII   | 1991 | Unió Soviètica  | 97–84    | Iugoslàvia      | Hongria           | 65–61    | Bulgària          | Israel            |        |
| XXIV    | 1993 | Espanya         | 63–53    | França          | Eslovàquia        | 68–67    | Itàlia            | Itàlia            | [ 1 ]  |
| XXV     | 1995 | Ucraïna         | 77–66    | Itàlia          | Rússia            | 69–50    | Eslovàquia        | República Txeca   |        |
| XXVI    | 1997 | Lituània        | 72–62    | Eslovàquia      | Alemanya          | 86–61    | Hongria           | Hongria           |        |
| XXVII   | 1999 | Polònia         | 59–56    | França          | Rússia            | 78–49    | Eslovàquia        | Polònia           |        |
| XXVIII  | 2001 | França          | 73–68    | Rússia          | Espanya           | 89–74    | Lituània          | França            | [ 4 ]  |
| XXIX    | 2003 | Rússia          | 59–56    | República Txeca | Espanya           | 87–81    | Polònia           | Grècia            | [ 5 ]  |
| XXX     | 2005 | República Txeca | 72–70    | Rússia          | Espanya           | 83–65    | Lituània          | Turquia           | [ 6 ]  |
| XXXI    | 2007 | Rússia          | 74–68    | Espanya         | Belarús           | 72–63    | Letònia           | Itàlia            | [ 7 ]  |
| XXXII   | 2009 | França          | 57–53    | Rússia          | Espanya           | 63–56    | Belarús           | Letònia           | [ 8 ]  |
| XXXIII  | 2011 | Rússia          | 59–42    | Turquia         | França            | 63–56    | República Txeca   | Polònia           |        |
| XXXIV   | 2013 | Espanya         | 70–69    | França          | Turquia           | 92–71    | Sèrbia            | França            | [ 9 ]  |
| XXXV    | 2015 | Sèrbia          | 76–68    | França          | Espanya           | 74–58    | Belarús           | Hongria, Romania  | [ 10 ] |
| XXXVI   | 2017 | Espanya         | 71–55    | França          | Bèlgica           | 78–45    | Grècia            | República Txeca   | [ 11 ] |
| XXXVII  | 2019 | Espanya         | 86–66    | França          | Sèrbia            | 81–55    | Regne Unit        | Lituània, Sèrbia  | [ 12 ] |
| XXXVIII | 2021 | Sèrbia          | 63–54    | França          | Bèlgica           | 77–69    | Belarús           | França, Espanya   |        |
| XXXIX   | 2023 | Bèlgica         | 64–58    | Espanya         | França            | 82–68    | Hongria           | Eslovènia, Israel | [ 13 ] |
| XL      | 2025 | Bèlgica         | 67-65    | Espanya         | Itàlia            | 69–54    | França            | Grècia            | [ 14 ] |

## Medaller

### Per selecció nacional
| En cursiva = Selecció desapareguda Dades actualitzades el febrer de 2024 |

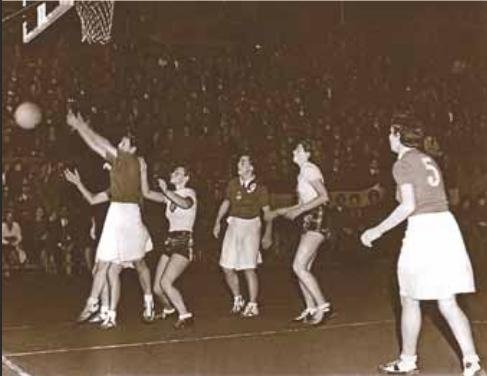
Partit entre la selecció lituana i italiana al Campionat d'Europa de 1938. Itàlia seria la primera campiona de la competició

| #  | Selecció nacional | Or | Argent | Bronze | Total |
| -- | ----------------- | -- | ------ | ------ | ----- |
| 1  | Unió Soviètica    | 21 | 1      | 0      | 22    |
| 2  | Espanya           | 4  | 3      | 5      | 12    |
| 3  | Rússia            | 3  | 0      | 2      | 5     |
| 4  | França            | 2  | 8      | 2      | 12    |
| 5  | Bèlgica           | 2  | 0      | 2      | 4     |
| 6  | Sèrbia            | 2  | 0      | 1      | 3     |
| 7  | Bulgària          | 1  | 3      | 4      | 8     |
| 8  | Polònia           | 1  | 2      | 2      | 5     |
| 9  | Itàlia            | 1  | 1      | 2      | 4     |
| 10 | Lituània          | 1  | 1      | 0      | 2     |
| 10 | Txèquia           | 1  | 1      | 0      | 2     |
| 12 | Ucraïna           | 1  | 0      | 0      | 1     |
| 13 | Txecoslovàquia    | 0  | 7      | 8      | 15    |
| 14 | Iugoslàvia        | 0  | 4      | 2      | 6     |
| 15 | Hongria           | 0  | 2      | 5      | 7     |
| 16 | Eslovàquia        | 0  | 1      | 1      | 2     |
| 16 | Turquia           | 0  | 1      | 1      | 2     |
| 18 | Alemanya Oriental | 0  | 0      | 1      | 1     |
| 18 | Alemanya          | 0  | 0      | 1      | 1     |
| 18 | Belarús           | 0  | 0      | 1      | 1     |

### Per jugadora

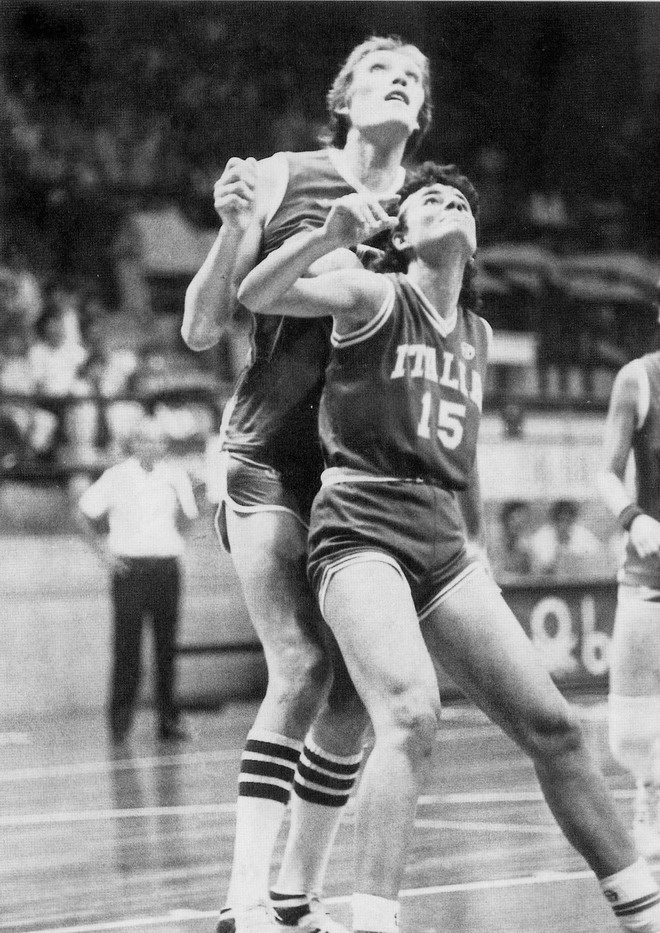
La jugadora soviètica Uliana Semiónova, defensada per la jugadora italiana Stefania Passaro (núm. 15), aconseguí deu medalles d'or al Campionat d'Europa entre 1968 i 1985

| Nota. S'inclouen les jugadores amb set o més medalles Dades actualitzades el febrer de 2024 |

| # | Selecció nacional | Or | Argent | Bronze | Total |
| - | ----------------- | -- | ------ | ------ | ----- |
| 1 | Uliana Semiónova  | 10 | 0      | 0      | 10    |
| 2 | Olga Sukharnova   | 9  | 0      | 0      | 9     |
| 3 | Laia Palau        | 3  | 1      | 4      | 8     |
| 4 | Maria Stepanova   | 3  | 3      | 1      | 7     |
| 5 | Endéné Miyem      | 1  | 5      | 1      | 7     |
| 6 | Sandrine Gruda    | 1  | 4      | 2      | 7     |
| 7 | Milena Vecková    | 0  | 3      | 4      | 7     |

## Premis individuals

### Premi MVP del Campionat
Des de la 28a edició, s'atorga el premi MVP del Campionat a la jugadora més destacada de la competició. Quatre jugadores de l'Estat espanyol han guanyat aquest premi: Amaya Valdemoro (2007), Sancho Lyttle (2013), Alba Torrens (2017) i Astou Ndour (2019).
| Edició  | Any  | Jugadora           | Posició | refs.  |
| ------- | ---- | ------------------ | ------- | ------ |
| XXVIII  | 2001 | Catherine Melain   | Base    |        |
| XXIX    | 2003 | Lucie Blahůšková   | Pivot   |        |
| XXX     | 2005 | Maria Stepanova    | Pivot   |        |
| XXXI    | 2007 | Amaya Valdemoro    | Aler    | [ 7 ]  |
| XXXII   | 2009 | Evanthia Maltsi    | Base    | [ 8 ]  |
| XXXIII  | 2011 | Elena Danilochkina | Base    | [ 15 ] |
| XXXIV   | 2013 | Sancho Lyttle      | Aler    | [ 16 ] |
| XXXV    | 2015 | Ana Dabović        | Base    | [ 10 ] |
| XXXVI   | 2017 | Alba Torrens       | Base    | [ 11 ] |
| XXXVII  | 2019 | Astou Ndour        | Pivot   | [ 12 ] |
| XXXVIII | 2021 | Sonja Vasić        | Aler    |        |
| XXXIX   | 2023 | Emma Meesseman     | Pivot   | [ 13 ] |
| XL      | 2025 | Emma Meesseman     | Pivot   | [ 17 ] |

### Quintet ideal
| En negreta = MVP del Campionat Dades actualitzades el febrer de 2024 |

| Edició  | Any  | Equip ideal        | Equip ideal            | Equip ideal     | Equip ideal         | Equip ideal     | refs.  |
| ------- | ---- | ------------------ | ---------------------- | --------------- | ------------------- | --------------- | ------ |
| XXX     | 2005 | Hana Machová       | Eva Vítečková          | Amaya Valdemoro | Tatiana Shchegoleva | Maria Stepanova |        |
| XXXI    | 2007 | Natallia Marchanka | Anete Jēkabsone-Žogota | Amaya Valdemoro | Olga Arteshina      | Maria Stepanova |        |
| XXXII   | 2009 | Evanthia Maltsi    | Anete Jēkabsone-Žogota | Céline Dumerc   | Svetlana Abrosimova | Sandrine Gruda  |        |
| XXXIII  | 2011 | Elena Danilochkina | Sandra Mandir          | Eva Viteckova   | Maria Stepanova     | Nevriye Yılmaz  | [ 15 ] |
| XXXIV   | 2013 | Frida Eldebrink    | Céline Dumerc          | Alba Torrens    | Isabelle Yacoubou   | Sancho Lyttle   | [ 16 ] |
| XXXV    | 2015 | Ana Dabović        | Céline Dumerc          | Alba Torrens    | Sonja Petrović      | Sandrine Gruda  |        |
| XXXVI   | 2017 | Evanthia Maltsi    | Cecilia Zandalasini    | Alba Torrens    | Endéné Miyem        | Emma Meesseman  | [ 18 ] |
| XXXVII  | 2019 | Marta Xargay       | Temi Fagbenle          | Sonja Petrović  | Astou Ndour         | Sandrine Gruda  | [ 19 ] |
| XXXVIII | 2021 | Julie Allemand     | Endéné Miyem           | Sonja Vasić     | Emma Meesseman      | Jonquel Jones   | [ 20 ] |
| XXXIX   | 2023 | Julie Allemand     | Julie Vanloo           | Alba Torrens    | Emma Meesseman      | Sandrine Gruda  | [ 21 ] |
| XL      | 2025 | Julie Allemand     | Cecilia Zandalasini    | Alba Torrens    | Emma Meesseman      | Raquel Carrera  | [ 22 ] |